# Coupe de Belgique masculine de handball 2004-2005
Navigation
Édition précédente Édition suivante
La Coupe de Belgique masculine de handball 2004-2005 est la 41e édition de cette compétition organisée par l'Union royale belge de handball (URBH)
La finale s'est jouée à Louvain le 27 mars 2005. Elle opposa les deux formations limbourgeoise du HCE Tongeren au Sporting Neerpelt. Tenant du titre, il s'agit de la troisième finale pour le HCE Tongeren. Le Sporting Neerpelt est quant à lui le club le plus titré de la compétition et disputa sa treizième finale dont huit qui se sont avérées victorieuses. 
Ce fut finalement le HCE Tongeren qui réussit à conserver son titre en remportant la finale sur le score étriqué de 24 à 23.

## Tour préliminaire

### Huitièmes de finale
Les résultats des huitièmes de finale sont :
| Club                | Résultat | Club                | Lieu         |
| ------------------- | -------- | ------------------- | ------------ |
| Knack HBT Roeselare | 29-34    | ROC Flémalle        | Flémalle     |
| HC Visé BM          | 31-29    | Achilles Bocholt    | Visé         |
| CSV Charleroi       | 33-30    | HC Verviers         | Charleroi    |
| HC Maasmechelen 65  | 32-29    | KV Sasja HC Hoboken | Maasmechelen |
| Initia HC Hasselt   | 25-29    | Union beynoise      | Hasselt      |
| Sporting Neerpelt   | 40-27    | Jeunesse Jemeppe    | Neerpelt     |
| HCE Tongeren T      | 30-18    | HC Eynatten         | Tongres      |
| HC Atomix           | 43-16    | HC Malmedy          | Haacht       |

### Quarts de finale
Les résultats des quarts de finale sont :
| Lieu         | Club              | Aller | Total | Retour | Club               | Lieu         |
| ------------ | ----------------- | ----- | ----- | ------ | ------------------ | ------------ |
| Charleroi    | CSV Charleroi     | 28-25 | 47-54 | 19-29  | ROC Flémalle       | Flémalle     |
| Tongres      | HCE Tongeren T    | 33-16 | 67-32 | 34-16  | HC Maasmechelen 65 | Maasmechelen |
| Neerpelt     | Sporting Neerpelt | 32-30 | 66-58 | 34-28  | HC Atomix          | Haacht       |
| Beyne-Heusay | Union beynoise    | 39-19 | 63-41 | 24-22  | HC Visé BM         | Visé         |

### Demi-finales
| Lieu     | Club              | Aller | Total  | Retour | Club           | Lieu         |
| -------- | ----------------- | ----- | ------ | ------ | -------------- | ------------ |
| Flémalle | ROC Flémalle      | 22-31 | 42-64  | 20-34  | T HCE Tongeren | Tongres      |
| Neerpelt | Sporting Neerpelt | 35-29 | *69-69 | 34-40  | Union beynoise | Beyne-Heusay |

*Vainqueur selon la règle du nombre de buts marqués à l'extérieur

### Finale
| 27 mars 2005 17h00 | HCE Tongeren                         | 24 - 23 | Sporting Neerpelt  | Sportpalza, Louvain Arbitrage : Rosskamp/Rothkranz |
| 27 mars 2005 17h00 | Christophe Bourlet 6 Salem Dobojak 6 | (12-12) | Björn Timmermans 5 | Sportpalza, Louvain Arbitrage : Rosskamp/Rothkranz |

- Vainqueurs :  Patrick Buzaud,  Arthur De Preter,  Davor Peric,  Kris Jackers,  Eric Smeyers,  Jan Clauwers,  Christophe Bourlet,  Salem Dobojak,  Diethard Huygen,  Joris Tack
- Finalistes :  Gerrit Stavast (nl),  Tim Habraken,  Michael Schonk,  Kevin Vandeweyer,  Eric Eussen (nl),  Bart Lenders,  Björn Timmermans,  Szymon Dobrzynski,  Mickel Wouters,  Jos Riské

## Vainqueur
| Coupe de Belgique de handball 2004-2005 Handbal Club Elckerlyc Tongeren 2e titres |